# Mussaenda leucophylla
Mussaenda leucophylla är en måreväxtart som beskrevs av Ernest Marie Antoine Petit. Mussaenda leucophylla ingår i släktet Mussaenda och familjen måreväxter. Inga underarter finns listade i Catalogue of Life.